# Émilie Dequenne

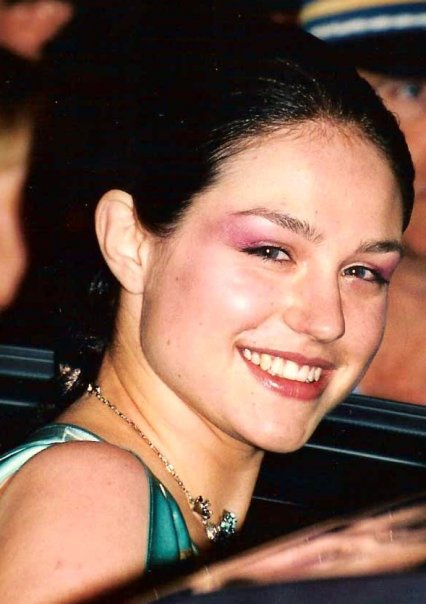
En la edición de 1999 del Festival de Cannes.

Émilie Dequenne (Beloeil, Henao, Bélgica, 29 de agosto de 1981-Villejuif, Francia, 16 de marzo de 2025) fue una actriz belga.
Dequenne debutó en el cine en 1999, en el drama Rosetta dirigida por los Hermanos Dardenne. Debido a su interpretación ganó el Premio como Mejor Actriz en el Festival Internacional de Cine de Cannes y la película fue galardonada con el Palme d'Or por decisión del jurado. Más tarde en el año 2001 apareció en el filme El pacto de los lobos y Une femme de ménage en 2002 junto a Jean-Pierre Bacri.
En el año 2009 apareció en la película La chica del tren dirigida por André Téchiné junto a Michel Blanc y Catherine Deneuve. En 2012 protagonizó Perder la razón, actuación que le valió un Premio Magritte a la Mejor Actriz. También fue nominada en cuatro ocasiones en la entrega de los Premios César; como Mejor Actriz Revelación, Mejor Actriz de reparto y Mejor Actriz.

## Biografía

### Primeros años
En 1989, se unió a la Academia de Música Baudour y tomó clases de dicción y declamación. En 1993, a la edad de doce años, tomó las clases del taller de teatro de la academia, y también se unió a la compañía teatral de aficionados "La relève" de Ladeuze. Terminó sus Estudios clásicos en 1998.

### Cine
Debutó en el cine en 1999 en la película Rosetta dirigida por los Hermanos Dardenne donde obtuvo el premio a Mejor Actriz en el Festival de Cannes.Dequenne se hizo más conocida entre el público mundial después de su papel en El pacto de los lobos, una película con un presupuesto de $ 29 millones que recaudó más de $ 70 millones en los cines de todo el mundo. En el film, interpretó a Marianne.
En 2008, forma parte del jurado del 49 ° Festival Internacional de Cine de Tesalónica, que incluía a Diablo Cody, y fue presidido por Michael Ondaatje.
En 2012, ganó el Premio Un Certain Regard a la Mejor Actriz en el Festival de Cine de Cannes 2012 por su papel en la película Perder la razón. La película también le otorgó un Premio Magritte a la Mejor Actriz y una nominación para un Premios Satellite a la Mejor Actriz.

### Vida privada
En julio de 2002 dio a luz en Bélgica a su hijo, Milla, cuyo padre fue su compañero sentimental de 1999 a 2005, Alexandre Savarese.
A partir de 2008, vivió con el actor francés Michel Ferracci, con quien se casó el 11 de octubre de 2014 en el ayuntamiento de París. 

## Muerte
Falleció el 16 de marzo de 2025 en el hospital Gustave-Roussy de Villejuif de un carcinoma adrenocortical. Tenía 43 años.

## Filmografía

### Largometrajes
| Año  | Título                                       | Rol                     | Notas |
| ---- | -------------------------------------------- | ----------------------- | --- |
| 1999 | Rosetta                                      | Rosetta                 | Ganadora - Festival Internacional de Cine de Cannes a la Mejor Actriz Ganadora - Chicago Film Critics Association a la Mejor Actriz prometedora Ganadora - Premios Joseph Plateau a la Mejor Actriz belga Nominada - Premios César a la Mejor Actriz de revelación Nominada - Premios del Cine Europeo a la Mejor Actriz |
| 2001 | Le Pacte des loups                           | Marianne de Morangias   | |
| 2001 | Oui, mais...                                 | Églantine Laville       | |
| 2002 | Une femme de ménage                          | Laura                   | Nominada - Premios César a la Mejor Actriz de revelación |
| 2003 | Mariées mais pas trop                        | Laurence Milcaux        | Nominada - Premios Joseph Plateau a la Mejor Actriz belga |
| 2004 | El estadounidense                            | Nelly                   | |
| 2004 | L'Équipier                                   | Brigitte                | Nominada - Premios César a la Mejor Actriz de Reparto |
| 2004 | The Bridge of San Luis Rey                   | Doña Clara, la condesa. | |
| 2005 | Avant qu'il ne soit trop tard                | Aurelia                 | |
| 2005 | Les États-Unis d'Albert                      | Grace Carson.           | |
| 2005 | El Ravisseuse                                | Charlotte               | |
| 2006 | Le Grand Meaulnes                            | Valentine               | |
| 2006 | La vida del artista                          | Cora                    | |
| 2007 | Écoute le temps                              | Charlotte               | |
| 2009 | Se me olvidó decirte                         | Marie                   | |
| 2009 | La chica del tren                            | Jeanne                  | |
| 2010 | La Meute                                     | Charlotte Massot        | |
| 2012 | Perder la razón                              | Murielle                | Ganadora - Festival de Cine de Cannes Premio Un Certain Regard a la Mejor Actriz Ganadora - Premios Magritte a la Mejor Actriz Ganadora - Festival Internacional de Cine de Palm Springs a la Mejor Actriz Nominada - Círculo de Críticos de Cine de Dublín a la Mejor Actriz Nominada - Premios del Cine Europeo a la Mejor Actriz Nominada - Premios Satellite a la Mejor Actriz Nominada - Premios Globos de Cristal a la Mejor Actriz |
| 2012 | La Traversée                                 | Sara                    | |
| 2013 | Möbius                                       | Sandra                  | |
| 2014 | Divin Enfant                                 | Sarah                   | |
| 2014 | No es mi tipo                                | Jennifer                | Ganadora - Premios Magritte a la Mejor Actriz Ganadora - Festival de Cine de Cabourg a la Mejor Actriz Nominada - Premios Lumières a la Mejor Actriz Nominada - Premios César a la Mejor Actriz Nominada - Premios Globos de Cristal a la Mejor Actriz Nominada - Asociación de trofeos de cine francés a la Mejor Actriz |
| 2015 | Por accidente                                | Angelique               | |
| 2016 | Maman a tort                                 | Cyrielle Lequellec      | |
| 2016 | Chez nous                                    | Pauline Duhez           | Ganadora - Premios Magritte a la Mejor Actriz |
| 2016 | Les Hommes du feu                            | Bénédicte               | |
| 2017 | Nos vemos allá arriba                        | Madeleine Péricourt     | |
| 2019 | Sueño contigo                                | Renée Blum              | |
| 2020 | Las cosas que decimos, las cosas que hacemos | Louise                  | Ganadora - Premios César a la Mejor Actriz de Reparto Nominada - Premios Magritte a la Mejor Actriz de Reparto |
| 2022 | Close                                        | Sophie                  | |
| 2023 | El mayordomo inglés                          | Odile                   | |
| 2024 | Survivre                                     | Julia                   | |

## Televisión

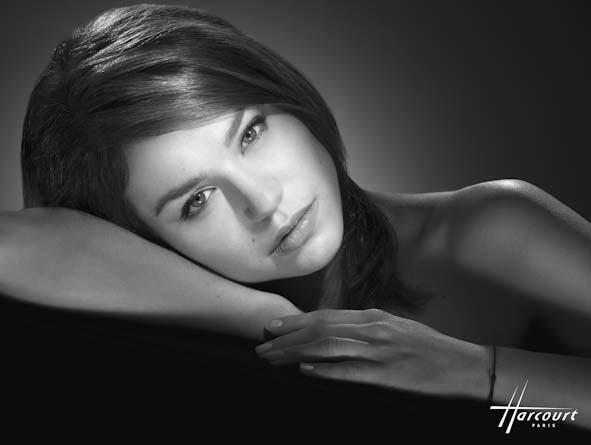
Dequenne fotografiada en el año 2000 por Estudios Harcourt

### Series de TV
- 2002  : Jean Moulin de Yves Boisset  : Lili
- 2004  : Kaamelott  : Edern de Carmelid
- 2008  : Nada en los bolsillos  : Judith Miro
- 2014  : Los desaparecidos  : Laurence Relaud
- 2016  : Acusado  : Cecile
- 2019  : En el interior de Vicente : Camille Perrotti

## Teatro
- 2003 : Lisístrata, Dirigida por Natacha Gerritsen con Philippe Torreton y Rona Hartner
- 2006 : La señorita Julia de August Strindberg , dirigida por Didier Long  : Srta. Julia
- 2010 : Alexandra David-Néel de Michel Lengliney , dirigida por Didier Long , Petit Montparnasse

## Premios y distinciones
Festival Internacional de Cine de Cannes
| Año  | Categoría                        | Película        | Resultado |
| ---- | -------------------------------- | --------------- | --------- |
| 1999 | Mejor Actriz                     | Rosetta         | Ganador   |
| 2012 | Un Certain Regard - Mejor actriz | Perder la razón | Ganadora  |